# 文索基特 (南達科他州)
44°3′10″N 98°16′25″W / 44.05278°N 98.27361°W
文索基特（Woonsocket, South Dakota）是美國南達科他州桑博恩縣的一個城市，是該縣的縣治。面積2平方公里。根據美國2000年人口普查，人口720人。